# Dampierre-et-Flée
 Dampierre-et-Flée  là một xã ở tỉnh Côte-d’Or trong vùng Bourgogne, phía đông nước Pháp. Xã Dampierre-et-Flée nằm ở khu vực có độ cao trung bình 230 mét trên mực nước biển.